# 145 (număr)
145 (o sută patruzeci și cinci) este numărul natural care urmează după 144 și precede pe 146 într-un șir crescător de numere naturale.

## În matematică
145
- Este un număr compus.[1][2]
- Este un număr semiprim.[3][4]
- Este un număr pseudoprim Fermat[5] în șaisprezece baze cu b <145. În patru dintre aceste baze, este un pseudoprime puternic: 1, 12, 17 și 144.
- Pentru 145, valoarea funcției Mertens este 0.[6]
- Este un număr pentagonal.[7][8]
- Este un număr centrat pătratic.[9][10]
- Este al patrulea număr care este suma a două perechi de pătrate: {\displaystyle 145=12^{2}+1^{2}=8^{2}+9^{2}\,}.
- Este un număr Leyland deoarece {\displaystyle 3^{4}+4^{3}=145\,}.[11][12]
- Este un factorion⁠(d) deoarece {\displaystyle 1!+4!+5!=145\,}. Singurele numere care mai au această proprietate sunt 1, 2 și 40585.[13]
- În baza 12 este un număr palindromic (10112).

## În știință

### În astronomie
- Obiectul NGC 145 din New General Catalogue este o galaxie spirală, posibil și barată, cu o magnitudine 12,7 în constelația Balena.
- 145 Adeona este un asteroid din centura principală.
- 145P/Shoemaker-Levy (Shoemaker-Levy 5) este o cometă periodică din Sistemul Solar.

## În alte domenii
145 se poate referi la:
- Laptopurile Apple Computer, ca PowerBook 145 și PowerBook 145B.
- Rezerva indiană Tsuu T'ina Nation 145 în Alberta, Canada
- "One Four Five" (română Unu Patru Cinci) este un cântec de The Cat Empire.